# Schoolboy Q
Куи́нси Мэ́тью Ха́нли (Quincy Matthew Hanley; 26 октября 1986) — американский рэпер, выступающий под сценическим именем ScHoolboy Q. Он также входит в состав группы Black Hippy вместе с другими представителями хип-хоп-сцены Западного побережья и коллегами по лейблу — Эб-Соулом, Джеем Роком и Кендриком Ламаром. 11 января 2011 года вслед за выходом двух микстейпов Скулбой Кью выпустил дебютный независимый альбом Setbacks, который занял 100-е место в американском чарте Billboard 200. Через год вышел второй независимый альбом рэпера Habits & Contradictions.

## Биография

### Ранние годы и начало карьеры (1986—2009)
Ханли родился на военной базе в Висбадене 26 октября 1986 года. Ещё будучи в Германии, его родители приняли решение расстаться, и поэтому мать дала ему фамилию, выбранную наугад. Его отец остался в армии, а Куинси с матерью переехали в Техас, где прожили два года, после чего обосновались в Лос-Анджелесе. По окончании Средней школы Креншо он сменил несколько колледжей. В подростковом возрасте Ханли стал членом уличной банды Hoover Crips, позднее начал торговать наркотиками. В 2007 году он был арестован на шесть месяцев, половину срока провёл под домашним арестом.
В 16 лет Ханли сочинил первый рэп-куплет, но всерьёз занялся музыкой, когда ему был 21 год. В 2006 году он начал работать с лос-анджелесским независимым рекорд-лейблом Top Dawg Entertainment, записываясь на его студии House of Pain и сотрудничая с исполнителями компании. 29 июля 2008 года вышел первый микстейп рэпера Schoolboy Turned Hustla. Контракт с Top Dawg Entertainment был подписан в 2009 году, и тогда же Скулбой Кью вместе с коллегами по лейблу Кендриком Ламаром, Джеем Роком и Эб-Соулом образовали коллектив Black Hippy. Второй микстейп Gangsta & Soul увидел свет 14 мая 2009 года.

### Независимые альбомы и Black Hippy (с 2010 года)
Хотя никаких новых записей Ханли не выпустил в 2010 году, он гастролировал, записывался в качестве приглашённой звезды и работал в студии над альбомом группы Black Hippy и своим собственным диском Setbacks. 11 января 2011 года состоялся релиз его дебютного альбома под лейблом Top Dawg Entertainment. Setbacks получил положительные отзывы критиков; за первую неделю было продано 784 цифровых копий альбома, и он занял 100-е место в хит-параде журнала Billboard.
Top Dawg выпустил второй альбом рэпера Habits & Contradictions 14 января 2012 года. Недельный объём продаж составил 3900 копий, благодаря чему пластинка вошла в чарт Billboard 200, заняв там 111-е место.

## Дискография
- 2008 — ScHoolboy Turned Hustla
- 2009 — Gangsta & Soul
- 2011 — Setbacks
- 2012 — Habits & Contradictions
- 2014 — Oxymoron
- 2016 — Blank Face
- 2019 — CrasH Talk
- 2024 — Blue Lips